# Cattleya sincorana
Cattleya sincorana là một loài thực vật có hoa trong họ Lan. Loài này được (Schltr.) Van den Berg mô tả khoa học đầu tiên năm 2008.

## Hình ảnh

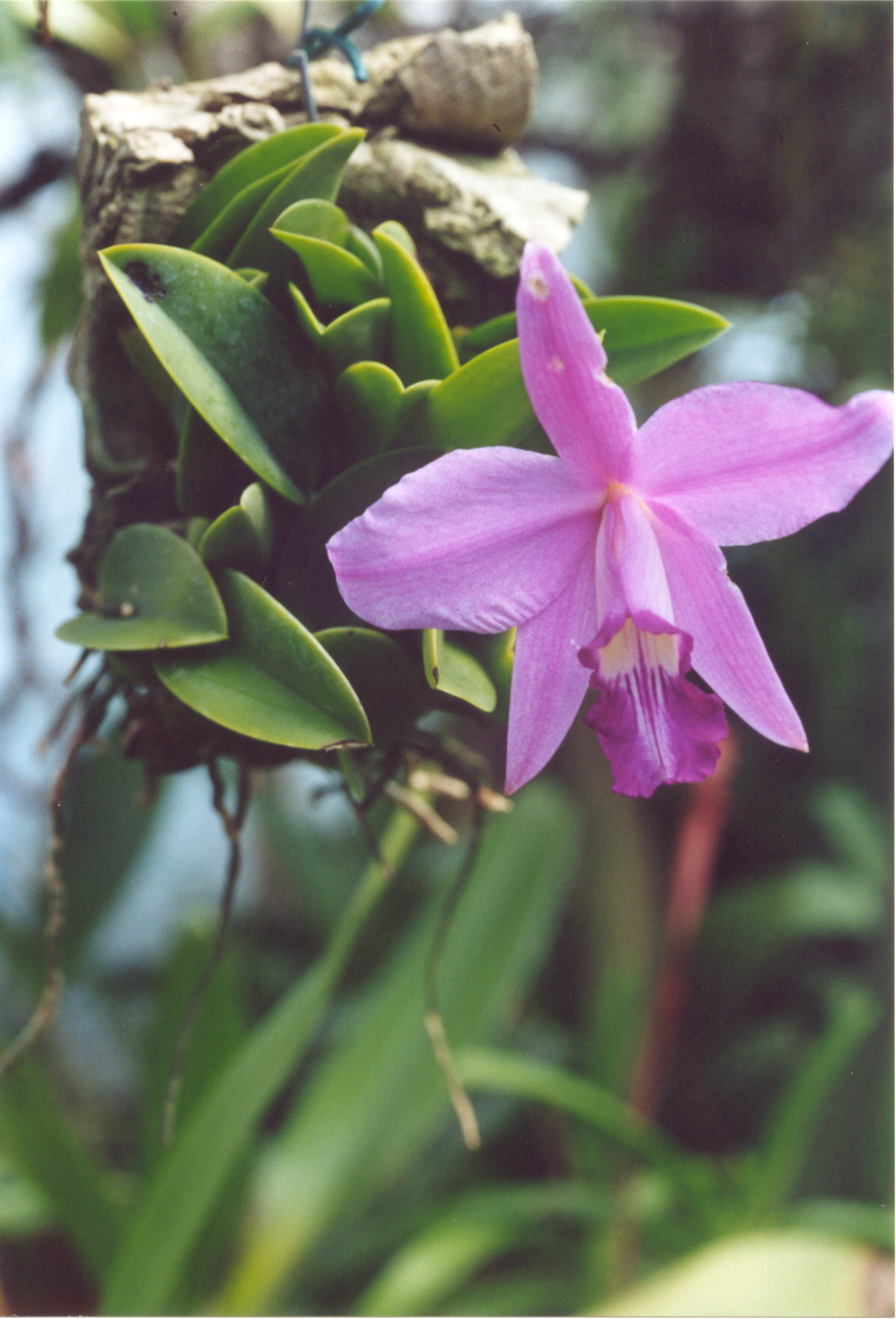
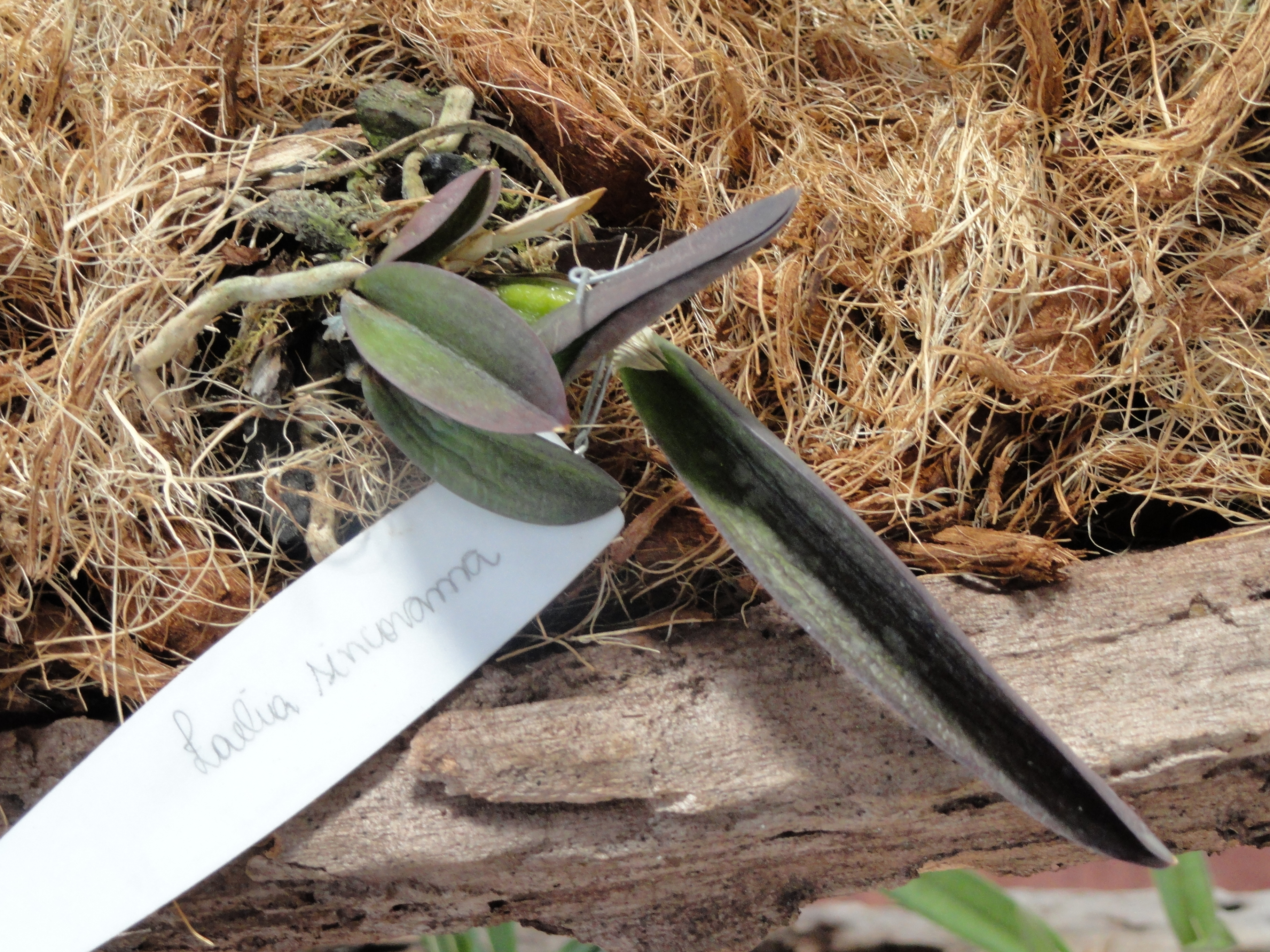
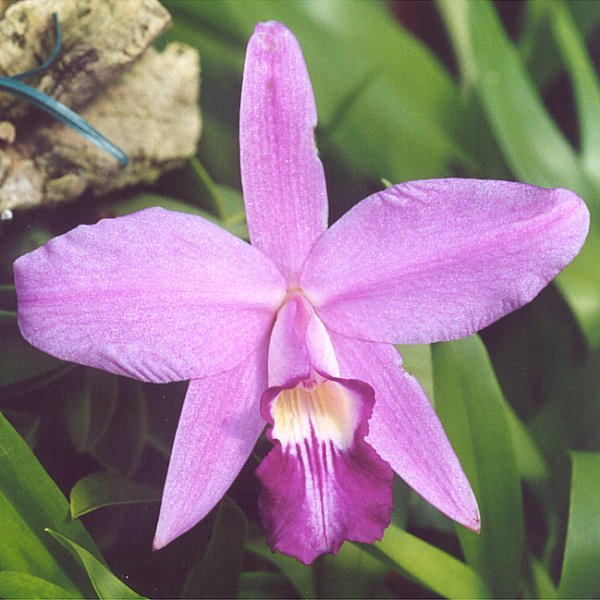
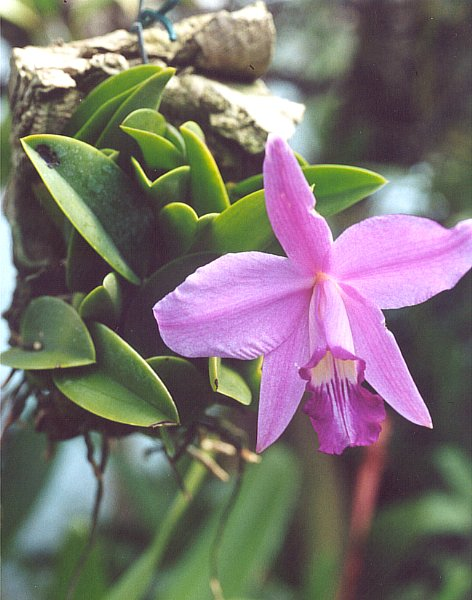